# Europamästerskapen i badminton 1986
Europamästerskapen i badminton 1986 anordnades den 30 mars-6 april i Uppsala, Sverige. 

## Medaljsummering
| Pl. | Nation        | Guld | Silver | Brons | Totalt |
| --- | ------------- | ---- | ------ | ----- | ------ |
| 1   | Danmark       | 3    | 3      | 3     | 9      |
| 2   | England       | 3    | 2      | 1     | 6      |
| 3   | Sverige       | 0    | 1      | 6     | 7      |
| 4   | Sovjetunionen | 0    | 0      | 1     | 1      |

## Resultat
| Event       | Guld                           | Silver                           | Brons                                 |
| Herrsingel  | Morten Frost                   | Ib Frederiksen                   | Michael Kjeldsen                      |
| Herrsingel  | Morten Frost                   | Ib Frederiksen                   | Torben Carlsen                        |
| Damdubbel   | Helen Troke                    | Kirsten Larsen                   | Christine Magnusson                   |
| Damdubbel   | Helen Troke                    | Kirsten Larsen                   | Svetlana Beliasova                    |
| Herrdubbel  | Steen Fladberg Jesper Helledie | Stefan Karlsson Thomas Kihlström | Jan Eric Antonsson Pär-Gunnar Jönsson |
| Herrdubbel  | Steen Fladberg Jesper Helledie | Stefan Karlsson Thomas Kihlström | Mark Christiansen Michael Kjeldsen    |
| Damdubbel   | Gillian Clark Gillian Gowers   | Dorte Kjaer Nettie Nielsen       | Karen Beckman Sarah Halsall           |
| Damdubbel   | Gillian Clark Gillian Gowers   | Dorte Kjaer Nettie Nielsen       | Maria Bengtsson Christine Magnusson   |
| Mixeddubbel | Martin Dew Gillian Gilks       | Nigel Tier Gillian Gowers        | Stefan Karlsson Maria Bengtsson       |
| Mixeddubbel | Martin Dew Gillian Gilks       | Nigel Tier Gillian Gowers        | Thomas Kihlström Christine Magnusson  |
| Lag         | Danmark                        | England                          | Sverige                               |